# Загатье (Ельский район)
Загатье (бел. Загацце) — деревня в Кочищанском сельсовете Ельского района Гомельской области Беларуси.

## География

### Расположение
В 18 км на юго-запад от районного центра и железнодорожной станции Ельск (на линии Калинковичи — Овруч), в 195 км от Гомеля.

### Гидрография
В 0,1 км на юго-запад от деревни расположено водохранилище Загатье (Высоко-Махновичский канал).

## Транспортная сеть
Транспортные связи по просёлочной, затем автомобильной дороге Старое Высокое — Ельск. Планировка состоит из короткой прямолинейной меридиональной улицы, застроенной двусторонне деревянными домами усадебного типа.

## История
Согласно письменным источникам известна с начала XX века как хутор в Королинской волости Мозырского уезда Минской губернии. В 1930 году жители вступили в колхоз. Во время Великой Отечественной войны в июне 1942 года оккупанты сожгли деревню и убили 52 жителей. На фронте погиб 21 житель. В составе колхоза «Революция» (центр — деревня Кочищи), клуб.

## Население

### Численность
- 2004 год — 29 хозяйств, 57 жителей.

### Динамика
- 1917 год — 77 жителей.
- 1925 год — 20 дворов.
- 1940 год — 43 двора, 203 жителя.
- 2004 год — 29 хозяйств, 57 жителей.